# Deerhoof
Deerhoof é um grupo musical americano formado em São Francisco em 1994. É formado pelo baterista fundador Greg Saunier, pela baixista e vocalista Satomi Matsuzaki e pelos guitarristas John Dieterich e Ed Rodriguez. Começando como uma banda improvisada de noise punk, o Deerhoof se tornou amplamente conhecido e influente na década de 2000 por meio de seus álbuns produzidos por eles mesmos. 
O Deerhoof lançou 20 álbuns de estúdio desde 1997. O mais recente, Noble and Godlike in Ruin, foi lançado em 25 de abril de 2025. 

## Membros

### Atuais
- Greg Saunier – bateria, vocais (1994–atualmente)
- Satomi Matsuzaki – vocais, baixo (1995–tualmente), guitarra (1995–1997, 2005–2006)
- John Dieterich – guitarra (1999–tualmente)
- Ed Rodríguez – guitarra (2008–tualmentet)

### Antigos
- Rob Fisk – guitarra (1994–1999), baixo (1994–1997), gaita (1994)
- Kelly Goode – teclado (1997–1999)
- Chris Cohen – guitarra (2002–2006), baixo (2005–2006)

## Discografia

### Álbuns de estúdio
- Dirt Pirate Creed (1996)
- The Man, the King, the Girl (1997)
- Holdypaws (1999)
- Halfbird (2001)
- Reveille (2002)
- Apple O' (2003)
- Milk Man (2004)
- The Runners Four (2005)
- Friend Opportunity (2007)
- Offend Maggie (2008)
- Deerhoof vs. Evil (2011)
- Breakup Song (2012)
- La Isla Bonita (2014)
- The Magic (2016)
- Mountain Moves (2017)
- Future Teenage Cave Artists (2020)
- Love-Lore (2020) (álbum medley de covers)
- Actually, You Can (2021)
- Miracle-Level (2023)
- Noble and Godlike in Ruin(2025)

### EPs
- Green Cosmos (2005)
- Untitled (2006)
- Deerhoof Plays the Music of The Shining (2018)

### Álbuns ao vivo
- Koalamagic (2001)
- Bibidi Babidi Boo (2004)
- 99% upset feeling (2011)
- Fever 121614 (2015)
- To Be Surrounded By Beautiful, Curious, Breathing, Laughing Flesh Is Enough (2020) (com Wadada Leo Smith)
- Devil Kids (2021)

### Colaborações
- Nervous Cop (2003)
- Balter/Saunier (2016)